# Harvey Milk
Harvey Bernard Milk (Woodmere, Nueva York; 22 de mayo de 1930-San Francisco, California; 27 de noviembre de 1978) fue un político y activista estadounidense que se convirtió en el primer hombre abiertamente homosexual en ser elegido para un cargo público en los Estados Unidos, como miembro de la Junta de Supervisores de San Francisco en 1977.
Nació y creció en Nueva York, donde aceptó su homosexualidad siendo adolescente; sin embargo, la mantuvo en secreto hasta convertirse en adulto. Su experiencia en la contracultura de la década de 1960 le permitió abandonar muchos de sus puntos de vista conservadores sobre la libertad individual y la expresión de la sexualidad.
Aunque era muy inquieto —trabajaba en diferentes profesiones y cambiaba de casa con frecuencia—, en 1972 decidió trasladarse definitivamente a San Francisco. Se asentó en el distrito de Castro, un vecindario que entonces experimentaba un importante flujo migratorio de homosexuales, y abrió la tienda Castro Camera, que se convertiría más adelante en la sede central de sus campañas y punto de reunión de sus colaboradores.
Se sintió llamado a presentarse como candidato a supervisor de la ciudad de San Francisco en 1973, aunque encontró cierta resistencia en el orden político gay establecido hasta entonces. Su campaña se comparó con el teatro: era descarado, directo, animado y extravagante, ganando la atención de los medios de comunicación y obteniendo una considerable cantidad de votos, aunque no los suficientes para ser elegido. Hizo campaña de nuevo en las dos elecciones siguientes, apodándose a sí mismo como el «alcalde de la calle Castro». Los votantes fueron suficientes para permitirle presentarse también a la Asamblea Estatal de California. Aprovechando su creciente popularidad, dirigió el movimiento político gay en feroces batallas contra las iniciativas antihomosexuales.
Fue elegido supervisor en 1977, después de que San Francisco reorganizara su procedimiento electoral para elegir representantes por barrios en vez de realizar una única votación a nivel de la ciudad. Estuvo once meses en el puesto de supervisor municipal y fue responsable de la aprobación de una estricta ordenanza sobre los derechos de los gais en San Francisco.
El 27 de noviembre de 1978, él y el alcalde George Moscone fueron asesinados por Dan White, otro supervisor de la ciudad que había dimitido recientemente y quería recuperar su cargo. Tanto la elección de Milk como los sucesos que siguieron a su asesinato pusieron de manifiesto la liberalización de las actitudes ciudadanas en San Francisco y los conflictos políticos existentes entre el gobierno de la ciudad y una fuerza policial conservadora.
Mientras que las clases políticas dirigentes de la ciudad insistían en que los gais debían colaborar con los políticos liberales y contenerse en la lucha por sus objetivos, él los animaba abiertamente a emplear su creciente poder en la ciudad y a apoyarse entre sí. En 2002 se le consideró «el funcionario abiertamente LGBT más famoso e influyente jamás electo en los Estados Unidos». El escritor John Cloud señaló así su influencia: «Tras desafiar la clase gobernante de San Francisco en 1977 para convertirse en un miembro del panel de supervisores, muchas personas —heterosexuales y homosexuales— tuvieron que ajustarse a una nueva realidad que él encarnaba: que los gais podían llevar una vida honesta y de éxito».

## Biografía

### Juventud

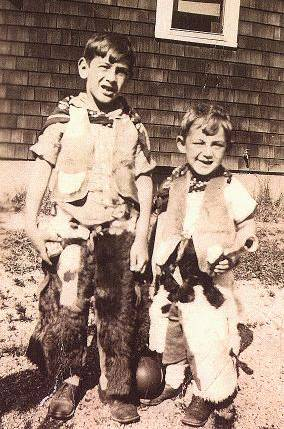
Harvey (derecha) junto a su hermano mayor Robert en 1934.

Harvey Bernard Milk nació en Woodmere, Long Island
, el 22 de mayo de 1930. Era el hijo menor de William y Minerva Karns Milk, judíos de Europa Oriental, y nieto de Morris Milk, vendedor lituano, propietario de almacenes y que ayudó a organizar la primera sinagoga de la zona. De pequeño, se burlaban de Milk por su orejas de soplillo, gran nariz y pies excesivamente grandes, y solía llamar la atención como el payaso de la clase. Jugó al fútbol americano en la escuela y desarrolló pasión por la ópera. Descubrió su homosexualidad durante la adolescencia, pero la mantuvo en secreto. Bajo su nombre en el anuario escolar se lee: «Glimpy Milk —y dicen que las MUJERES nunca se quedan sin palabras».
El apellido Milk era originalmente Milch, de su abuelo inmigrante lituano, pero como en inglés suena Milk, con el tiempo el abuelo lo cambió, seguramente cansado de corregir a las personas, que lo escribían Milk.
Milk estudió en el Bay Shore High School de Bay Shore (New York) hasta 1947. De 1947 a 1951 asistió al New York State College for Teachers en Albany (actualmente Universidad de Albany) y se especializó en matemáticas. Escribió para el periódico universitario y ganó reputación como estudiante simpático y sociable. Ninguno de sus amigos durante sus estudios secundarios o en la universidad sospecharon que era gay. Un compañero de clase recuerda: «Nunca se pensó de él como un posible marica —así los llamábamos entonces—, era un machote». Tras graduarse, Milk se alistó en la Marina de los Estados Unidos durante la guerra de Corea. Sirvió a bordo del barco de rescate submarino USS Kittiwake como oficial de buceo. Más tarde fue transferido a la Base Naval de San Diego para trabajar como instructor de submarinismo. En 1955 fue licenciado con el rango de teniente grado júnior.

#### Primeros trabajos

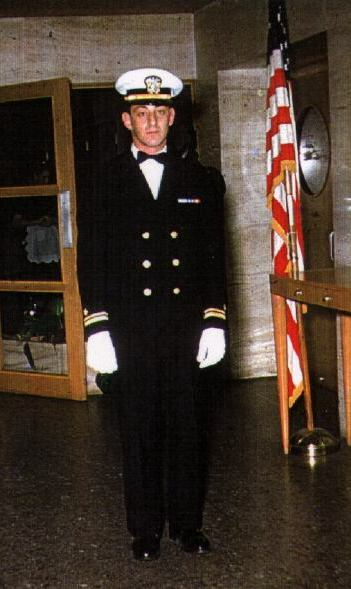
Milk vestido para asistir a la boda de su hermano en 1954.

Los primeros años de la carrera profesional de Milk estuvieron marcados por constantes cambios. Comenzó dando clases en la George W. Hewlett High School de Long Island. En 1956 conoció a Joe Campbell en la playa Jacob Riis Park, un lugar popular entre los hombres gais de Queens. Aunque Campbell era siete años más joven, Milk lo persiguió apasionadamente. Incluso después de que se fueron a vivir juntos, le escribía a Campbell notas y poemas románticos. Al poco tiempo se aburrieron de la ciudad y decidieron trasladarse a Texas; pero se sintieron infelices allí y decidieron volver a Nueva York, donde Milk consiguió un trabajo como actuario estadístico en una compañía de seguros. Campbell y Milk se separaron tras casi seis años juntos, finalizando la que sería su relación más duradera.
Inicialmente, Milk intentó separar su vida romántica de su trabajo y su familia. Aburrido de nuevo y soltero en Nueva York, pensó en trasladarse a Miami y casarse con una amiga lesbiana para «guardar las apariencias, sin que ninguno se interpusiera en el camino del otro». Sin embargo, permaneció en Nueva York y siguió teniendo relaciones homosexuales en secreto. En 1962 se relacionó con Craig Rodwell, diez años más joven que él. A pesar de que Milk lo cortejó apasionadamente, despertándolo cada mañana con una llamada y enviándole notas, se vio desanimado por la participación de este en la Mattachine Society de Nueva York, una organización activista gay. Cuando Rodwell fue arrestado por andar por Riis Park, acusado de incitar a disturbios y por exhibición indecente —la ley requería que los bañadores masculinos se extendieran desde por encima del ombligo hasta por debajo de la pantorrilla—, pasó tres días en la cárcel. La relación terminó enseguida cuando Milk se mostró alarmado ante la tendencia de Rodwell de perturbar a la policía.
De repente, Milk dejó de trabajar como vendedor de seguros y se hizo investigador en la compañía Bache & Company de Wall Street. Fue ascendido con frecuencia, a pesar de su tendencia a ofender a los miembros más viejos de la compañía ignorando sus recomendaciones y haciendo ostentación de su éxito. Aunque era hábil en lo que hacía, sus compañeros sentían que su corazón no estaba en su trabajo. Para entonces, comenzó una relación sentimental con Jack Galen McKinley, al que reclutó para participar en la lucha contra la creciente presencia del Estado en la economía y persuadió para que trabajase en la campaña presidencial de 1964 del republicano conservador Barry Goldwater. Su relación fue problemática: McKinley tenía tendencia a la depresión y amenazaba a menudo con suicidarse si Milk no le demostraba suficiente atención. Para mostrarle las consecuencias de lo que pretendía, Milk lo llevó al hospital donde su examante, Joe Campbell, se estaba recuperando de un intento de suicidio. Campbell había intentado suicidarse después de que su pareja —un hombre llamado Billy Sipple— le abandonara. Milk había mantenido la amistad con Campbell, que ahora pertenecía a la escena artística y vanguardista del Greenwich Village, y no entendía por qué su desaliento fue razón suficiente para considerar el suicidio como opción.

### Traslado a San Francisco

#### La calle Castro
El valle de Eureka en San Francisco, en la intersección de las calles Castro y Market, había sido durante décadas un vecindario de católicos irlandeses de clase trabajadora, ligados a la parroquia Most Holy Redeemer que se encontraba en el área. Sin embargo, a comienzos de la década de 1960, los suburbios de Berkeley y Oakland atrajeron a las familias jóvenes con hijos, y se erosionó la base económica de la ciudad debido a que las fábricas se iban desplazando a lugares cercanos más baratos. El alcalde Joseph Alioto, orgulloso de provenir de la clase trabajadora al igual que sus seguidores, basó su carrera política en atraer promotores inmobiliarios y a un cardenal a la ciudad. Muchos de los trabajadores de fábricas —a menudo partidarios de Alioto— perdieron su trabajo conforme las grandes compañías de servicios reemplazaban a las fábricas y a los diques secos. San Francisco había sido «una ciudad de pueblos»: una ciudad descentralizada con enclaves étnicos, cada uno en torno de su propia calle principal. Según se desarrollaba el centro, los barrios sufrían, incluyendo la calle Castro. Las tiendas de la parroquia Most Holy Redeemer cerraron y las casas fueron abandonadas y selladas. En 1963 los precios de la vivienda cayeron en picada cuando la mayoría de las familias de clase trabajadora intentaron vender rápidamente sus casas, luego de que un bar gay abriera en la vecindad. Algunos hippies, atraídos desde el área Haight-Ashbury por los ideales del amor libre, pero que huían de la alta criminalidad, compraron baratas algunas de las casas victorianas.
Desde finales de la II Guerra Mundial, San Francisco, uno de los mayores puertos de EE. UU., era el hogar de un número considerable de hombres homosexuales expulsados por el ejército y que habían decidido quedarse allí, en vez de retornar a sus casas y enfrentarse al ostracismo. Hacia 1969 San Francisco tenía más gais per cápita que cualquier otra ciudad norteamericana. Cuando el National Institute of Mental Health pidió al Kinsey Institute que hiciese un estudio sobre los homosexuales, el Kinsey Institute eligió San Francisco como foco. Milk y McKinley estaban entre los miles de gais atraídos hacía San Francisco. McKinley era director de escena de Tom O'Horgan, un productor que había comenzado su carrera en el teatro experimental, pero que enseguida pasó a realizar producciones mucho mayores en Broadway. Milk y McKinley llegaron en 1969 con la compañía que estaba haciendo la gira de Hair. Su tempestuosa relación terminó cuando a McKinley le ofrecieron un trabajo en la ciudad de Nueva York para trabajar en la producción de Jesucristo Superstar. Milk, por su parte, decidió quedarse, atraído grandemente por la ciudad y trabajando en una empresa de inversión. En 1970, cada vez más frustrado con el clima político tras la invasión de Camboya por los EE. UU., comenzó a dejarse crecer el pelo. Cuando se le indicó que debía cortárselo, se negó y fue despedido.
Milk se desplazó a la deriva desde California a Texas y Nueva York, sin trabajo estable ni plan. En Nueva York trabajó para la compañía de teatro de O'Horgan como «ayudante general», firmando como socio productor para las obras Lenny e Inner City de Eve Merriam. El tiempo que había pasado con los actores hippies, los «hijos de las flores», había erosionado gran parte de su conservadurismo. Un artículo del New York Times sobre O'Horgan lo describía como «un hombre de ojos tristes —otro hippie envejeciendo con pelo largo, vaqueros desgastados y bonitos abalorios—». Craig Rodwell leyó la descripción del hombre que anteriormente era tan mojigato, y se preguntó si podía ser la misma persona. Uno de los amigos de Wall Street de Milk se preocupó porque este parecía no tener plan, ni futuro, pero recordaba su actitud: «Creo que era más feliz que en cualquier otra ocasión en que lo haya visto durante su vida».
Milk conoció a Scott Smith, 18 años más joven que él, y comenzó otra relación sentimental. Smith y él, indistinguibles de otros hippies de pelo largo y barba, volvieron a San Francisco y vivieron del dinero que habían ahorrado. En 1972 se estropeó un rollo de película que Milk había entregado para su revelado; con sus últimos 1000 dólares abrió una tienda de cámaras de fotos en la calle Castro.

#### Cambios políticos
A finales de la década de 1960, la Society for Individual Rights (SIR; Sociedad por los derechos individuales) y la Daughters of Bilitis (DOB) comenzaron a trabajar contra la persecución policial en bares gais y las «trampas» policiales en San Francisco. El sexo oral todavía era un delito y en 1940 casi noventa personas fueron arrestadas en la ciudad por ello. Algunos hombres, que no querían ser arrestados en un bar gay y viendo que serían desahuciados si eran atrapados teniendo sexo en un apartamento alquilado, recurrieron al sexo en parques, de noche. El alcalde Alioto pidió a la policía que se encargase de los parques, esperando que su decisión agradara a la archidiócesis y sus seguidores católicos. En 1971, 2800 hombres gais fueron arrestados en San Francisco por sexo público. En comparación, en la ciudad de Nueva York solo se registraron 63 detenciones por el mismo delito. Cualquier arresto por un delito moral requería el registro como un delincuente sexual.
El diputado Phillip Burton, el congresista Willie Brown y otros políticos de California, reconocían la creciente influencia y número de organizaciones de homosexuales en la ciudad y cortejaban sus votos asistiendo a las reuniones que estas organizaban. Brown presionó para la legalización del sexo voluntario entre adultos en 1969, pero fracasó. La SIR también era cortejada por la supervisora moderada Dianne Feinstein, en su intento de convertirse en alcaldesa frente a Alioto. El expolicía Richard Hongisto trabajó diez años para cambiar el punto de vista conservador del departamento de policía de San Francisco y también apeló activamente a la comunidad gay, que respondió recogiendo una cantidad significativa de dinero para su campaña a sheriff. A pesar de que Feinstein no tuvo éxito, la victoria de Hongisto en 1971 mostró el poder político de la comunidad gay.
La SIR se había convertido en lo suficientemente poderosa como para maniobrar políticamente. En 1971 los miembros de la SIR, Jim Foster, Rick Stokes, y el editor de The Advocate David Goodstein, formaron el Alice B. Toklas LGBT Democratic Club, conocido simplemente como Alice. Alice trabó amistad con políticos liberales para persuadirles de patrocinar proyectos de ley, llegando al éxito en 1972 cuando Del Martin y Phyllis Lyon obtuvieron el apoyo de Feinstein para una ordenanza que prohibía la discriminación en el ámbito laboral con base en la orientación sexual. Alice eligió a Stokes para presentarse por un asiento de relativamente poca importancia en el consejo universitario de la comunidad. A pesar de que Stokes recibió 45 000 votos, se mantuvo tranquilo, sin pretensiones y no ganó. Foster, sin embargo, llegó a la fama a nivel nacional al ser el primer hombre abiertamente gay en dirigirse a una convención política. Su discurso en la Convención Nacional Demócrata de 1972 garantizó que su voz, de acuerdo con los políticos de San Francisco, fuera escuchada cuando se requerían opiniones y especialmente los votos de la comunidad gay.
Un día de 1973 un burócrata del estado entró en la tienda de Milk, Castro Camera, informándole que debía cien dólares como depósito por el impuesto de venta estatal. Milk se mostró desconfiado y acabó a gritos al hombre defendiendo los derechos de los comerciantes. Después de quejarse durante semanas en las oficinas del estado, el depósito le fue reducido a 30 dólares. Milk estaba indignado por las prioridades que parecía tener el gobierno, cuando un maestro entró en su tienda a pedir prestado un proyector, porque el equipamiento de la escuela no funcionaba. Algunos amigos recuerdan que hacia la misma época tuvieron que evitar que Milk le diera una patada al televisor, mientras el fiscal general de los Estados Unidos, John N. Mitchell, respondía de forma consistente «no me acuerdo», durante el interrogatorio del comité del senado para la investigación del escándalo Watergate. Milk decidió entonces que había llegado la hora de presentarse a supervisor de la ciudad. Más tarde comentó: «Finalmente llegué al punto en el que sabía que tenía que implicarme o callar».

### Campañas

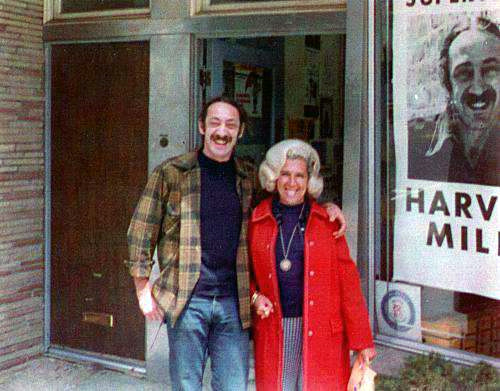
Milk con su cuñada delante de Castro Camera en 1973. Milk cambió tras su contacto con la contracultura de los años 60. Dianne Feinstein, que lo había conocido en 1973, no lo reconoció cuando se lo volvió a encontrar en 1978.

La recepción de Milk en el orden político gay establecido en San Francisco fue gélida. Jim Foster, que en esa época ya había estado activo en la política gay durante diez años, tomó a mal que un recién llegado le pidiese su apoyo para una posición tan prestigiosa como supervisor de la ciudad. Foster dijo a Milk: «Hay un antiguo dicho en el Partido Demócrata. No bailas, a no ser que coloques las sillas. Nunca te he visto colocar las sillas». Milk se enfureció por este desaire condescendiente y la conversación marcó el comienzo de una relación antagónica entre Alice y Milk. Algunos dueños de bares, todavía luchando contra el acoso policial y descontentos con lo que consideraban una estrategia tímida de Alice para establecer su autoridad en la ciudad, decidieron apoyar a Milk.
A pesar de haber llevado una vida a la deriva hasta ese momento, Milk encontró su vocación de acuerdo con la periodista Frances FitzGerald, quien lo llamó un «político nato». Al principio se notaba su inexperiencia. Intentó hacerlo sin dinero, apoyo ni personal, y en su lugar confió en su mensaje de gestión financiera conservadora, apoyando a los individuos frente a las grandes corporaciones y el gobierno. Apoyó la reorganización de las elecciones a supervisor, de una única votación para toda la ciudad, a votaciones por los diferentes distritos, lo que reduciría la influencia del dinero y daría a los barrios más control sobre sus representantes en el gobierno local. Su plataforma también era liberal en temas sociales, pues se oponía a la interferencia gubernamental en asuntos referentes a la vida sexual privada y favorecía la legalización de la marihuana.
Los encendidos y extravagantes discursos de Milk y su inteligente manejo de los medios de comunicación le valieron una buena cobertura en la prensa durante las elecciones de 1973. Milk obtuvo 16 900 votos, arrasando en el distrito de Castro y otros vecindarios liberales y consiguiendo el décimo puesto de 32 candidatos. Si se hubiesen reorganizado las elecciones para permitir a los distritos elegir sus propios representantes, habría ganado.

#### «Alcalde de la calle Castro»
Milk mostró afinidad en hacer coaliciones desde el principio de su carrera política. La Hermandad Internacional de Camioneros quería hacer huelga contra los distribuidores de cerveza, quienes rechazaban la firma de un acuerdo. Uno de los organizadores pidió a Milk ayuda en los bares gais; a cambio, Milk pidió a la Hermandad que contratara más conductores homosexuales. Unos días más tarde, Milk hizo campaña en los bares del distrito de Castro y los alrededores, animándolos a que se negaran a vender cerveza. Con ayuda de una coalición de tenderos árabes y chinos, que los camioneros también habían ganado a su favor, el boicot tuvo un éxito inmenso. Milk consiguió un aliado político fuerte y fue más o menos en esta época en la que comenzó a llamarse «el alcalde de la calle Castro». A la vez que iba creciendo la calle Castro, lo hacía la reputación de Milk. Tom O'Horgan comentó: «Harvey pasó la mayor parte de su vida buscando un escenario. En la calle Castro finalmente lo encontró».
Las tensiones entre los ciudadanos de más edad de la parroquia Most Holy Redeemer y la inmigración de gais hacia el distrito de Castro llegaron a su máximo en 1973. Cuando dos homosexuales intentaron abrir una tienda de antigüedades, la Eureka Valley Merchants Association (EVMA; «Asociación de comerciantes del valle de Eureka») intentó impedir que consiguieran la licencia de apertura. Milk y otros pocos dueños de comercios fundaron entonces la Castro Village Association («Asociación del pueblo de Castro»), con Milk como presidente. Milk repetía a menudo su filosofía de que los gais debían comprar en tiendas gais. También organizó la Feria de la calle Castro en 1974 para atraer más clientes al área. Más de 5000 personas asistieron y algunos de los miembros del EVMA quedaron atónitos: se había vendido más durante la Feria de la calle Castro que en cualquier otro día.

#### Candidato firme
Aunque era un recién llegado al distrito de Castro, Milk había mostrado su liderazgo en la pequeña comunidad. Estaba empezando a ser tomado en serio como candidato y decidió volver a presentarse para supervisor en 1975. Reconsideró su propuesta y se cortó el cabello, abandonó la marihuana y juró no volver a visitar otra sauna gay. La campaña de Milk ganó el apoyo de los camioneros, los bomberos y los sindicatos de la construcción. Castro Camera se convirtió en el centro de actividad del vecindario. Milk tomaba a menudo personas de la calle para que trabajase en su campaña. Muchos se enteraron más tarde de que simplemente eran el tipo de hombre que él consideraba atractivo.
Milk favorecía el pequeño comercio y el crecimiento de los barrios. Desde 1968, el alcalde Alioto había estado atrayendo a las grandes corporaciones a la ciudad, a pesar de lo que los críticos llamaban la «Manhatanización de San Francisco». Conforme los trabajos en las fábricas iban siendo sustituidos por la industria de servicios, la debilitada base electoral de Alioto permitió la entrada por votación de una nueva alcaldía en la ciudad. George Moscone fue elegido alcalde. Moscone había tenido un papel decisivo en la derogación de la ley de sodomía en la Legislatura Estatal de California a principios de ese año, y reconoció la influencia de Milk en su elección visitando la oficina electoral de este la noche de las elecciones, dándole las gracias personalmente y ofreciéndole un puesto como comisionado de la ciudad. Milk consiguió el séptimo puesto en las elecciones de 1975, a solo una posición de obtener el asiento de supervisor. Políticos liberales consiguieron los puestos de alcalde, fiscal del distrito y sheriff.
A pesar del nuevo gobierno de la ciudad, todavía existían baluartes conservadores. Uno de los primeros actos de Moscone como alcalde fue nombrar un nuevo jefe del Departamento de policía de San Francisco. Eligió a Charles Gain, en contra de los deseos del cuerpo policial. A la mayoría de los miembros del departamento no les gustaba Gain por haber criticado a la policía en la prensa, acusándola de ser poco sensible a los asuntos raciales y por abusar del alcohol durante el servicio, en lugar de trabajar desde las estructuras de mando para cambiar las actitudes. A petición del alcalde, Gain dejó claro que oficiales de policía gais serían bienvenidos en el departamento; esto se convirtió en noticia a nivel nacional. Los policías bajo sus órdenes expresaron su odio a él y al alcalde por haberlos traicionado.

#### «Cosas heroicas»
El papel de Milk como representante de la comunidad gay de San Francisco se vio expandido durante este período. El 22 de septiembre de 1975 el presidente Gerald Ford, en una visita a San Francisco, caminaba de la entrada del hotel a su coche. Desde la multitud, una mujer llamada Sara Jane Moore levantó una pistola y le disparó. Un exmarine que caminaba por allí la agarró del brazo, según descargaba las balas hacia el pavimento. El transeúnte era Oliver «Bill» Sipple, quien había abandonado años antes al examante de Milk, Joe Campbell, provocando su intento de suicidio. Sipple, de baja psiquiátrica en el ejército y que vivía en el sórdido barrio de Tenderloin, inmediatamente se convirtió en el centro de la prensa nacional. Sipple rechazaba considerarse un héroe y no quería que se divulgara su sexualidad. Sin embargo, Milk vio oportunidad para fortalecer su argumento de que la percepción pública acerca de los homosexuales mejoraría si ellos salieran del armario. Le dijo a un amigo: «Es una oportunidad demasiado buena. Por una vez podemos mostrar que los gais hacen cosas heroicas, no solo toda esa caca sobre abusar de niños y pasar el tiempo en saunas»; y se puso en contacto con un periódico.
Varios días más tarde, Herb Caen, un columnista del San Francisco Chronicle, reveló la homosexualidad de Sipple, además de su amistad con Milk. El anuncio fue recogido por los periódicos a nivel nacional y el nombre de Milk fue incluido en muchos de los artículos. La revista Time se refirió a él como un líder de la comunidad gay de San Francisco. Sipple fue asediado por los periodistas, al igual que su familia. Su madre, una acérrima baptista de Detroit, se negó a hablar con su hijo. A pesar de que había estado involucrado en la comunidad homosexual durante años, participando incluso en la marcha del orgullo gay, Sipple denunció al Chronicle por invasión de su privacidad. Más tarde, el presidente Ford le envió una nota de agradecimiento por haber salvado su vida. Milk afirmó que la orientación sexual de Sipple fue la razón por la que solo recibiera una nota, en vez de una invitación a la Casa Blanca.

#### Carrera para la asamblea estatal
Cumpliendo su promesa a Milk, el recién elegido alcalde George Moscone lo nombró parte del Board of Permit Appeals («Consejo de apelación de permisos») en 1976, convirtiéndolo en el primer comisionado municipal abiertamente gay de los Estados Unidos. Sin embargo, Milk consideró buscar un puesto en la Asamblea Estatal de California. El distrito estaba fuertemente a su favor, ya que se componía principalmente por los vecindarios que rodeaban la calle Castro, donde votaban sus simpatizantes. En su anterior intento por conseguir el puesto de supervisor, Milk había recibido más votos que el entonces asambleísta. Sin embargo, Moscone había hecho un trato con el presidente de la Asamblea para que se presentase otro candidato, Art Agnos. Además, por orden del alcalde, no se permitía ni a los funcionarios elegidos ni a los nombrados, realizar una campaña mientras permanecían en su puesto.

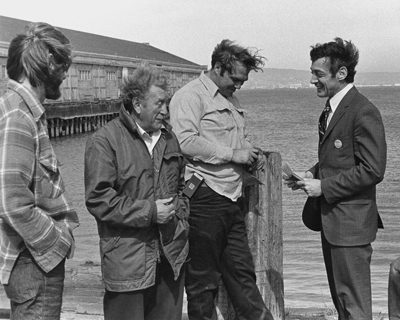
Para su campaña de 1975 Milk decidió cortarse el pelo y llevar traje. Aquí Milk (a la derecha) con estibadores en San Francisco, durante su campaña para la Asamblea Estatal de California.

Milk pasó cinco semanas en el Board of Permit Appeals antes de que Moscone se viese obligado a despedirlo cuando anunció que se presentaba a la Asamblea Estatal de California. Rick Stokes lo reemplazó. El despido de Milk y el acuerdo a escondidas entre Moscone, el presidente de la Asamblea y Agnos, impulsaron su campaña mientras adoptaba la identidad de un político desamparado. Se quejó amargamente diciendo que los altos funcionarios de la ciudad y el gobierno estatal estaban en contra suya. Se quejó de que los grupos gais políticamente dominantes, en particular el Alice B. Toklas Memorial Democratic Club, le estaban excluyendo; se refería a Jim Foster y a Rick Stokes como gais «Tíos Tom», y adoptó de forma entusiasta el titular de una revista semanal independiente: «Harvey Milk contra La Máquina».
Su campaña, dirigida desde la fachada de Castro Camera, era un estudio de desorganización. Aunque no hacían falta voluntarios dispuestos a enviar correspondencia a las masas, las notas de Milk y sus listas de voluntarios eran llevadas en pedazos de papel suelto. Cuando la campaña necesitaba fondos, el dinero provenía de la caja registradora sin consideración por la contabilidad. Una niña de once años ordenaba alegremente a hombres gais y abuelas irlandesas que trabajasen en la campaña, a pesar de la oposición de su madre. El mismo Milk se mostraba hiperactivo y propenso a fantásticos estallidos de temperamento, pero solo para recuperarse rápidamente y gritar excitado sobre cualquier otra cosa. Despotricaba a menudo contra su amante, Scott Smith, quien comenzaba a desilusionarse del hombre que ya no era aquel tranquilo y relajado hippie del que se había enamorado.
Si Milk era un maníaco, también estaba entregado, lleno de buen humor, y poseía un olfato particular para captar la atención de los medios. Pasaba largas horas registrando votantes y estrechando manos en paradas de autobús y colas para el cine. Aprovechaba cualquier oportunidad que se le presentara para promocionarse. Se divertía a fondo con la campaña y su éxito era evidente. Con el gran número de voluntarios, tenía varias docenas colocados a la vez como anuncios humanos a lo largo de la transitada calle Market, con carteles que decían «Milk para la Asamblea», mientras la gente se dirigía en sus coches hacia el centro de la ciudad para trabajar. Distribuía sus panfletos publicitarios en todos los lugares que podía, incluyendo uno de los grupos de mayor influencia política de la ciudad: el Templo del Pueblo. Los voluntarios de Milk llevaron allí miles de panfletos, pero volvieron con un sentimiento de aprehensión. Debido a que el líder del Templo del Pueblo, Jim Jones, era políticamente poderoso en San Francisco —y apoyaba a ambos candidatos—, Milk permitió que miembros del Templo manejasen sus teléfonos y más tarde habló en el Templo defendiendo a Jones. Pero a sus voluntarios les dijo: «Asegúrense de ser amables con el Templo del Pueblo. Si ellos les piden que hagan algo, háganlo; y después envíenles una nota agradeciéndoles que les hayan pedido hacerlo. Son raros y peligrosos y no querrían estar de malas con ellos».
La campaña estuvo reñida y Milk perdió por menos de 4000 votos. Sin embargo, Agnos enseñó a Milk una valiosa lección cuando criticó sus discursos de campaña diciendo que eran «un narcótico... Hablas de cómo vas a echar fuera a los holgazanes, pero ¿cómo va a arreglar las cosas, aparte de ganarme? No deberías dejar a tu audiencia narcotizada». Como consecuencia de su derrota y dándose cuenta de que Alice nunca lo apoyaría políticamente, Milk ayudó a formar el San Francisco Gay Democratic Club, «para liberar a la comunidad gay de guardianes ungidos y de la maquinaria política».

### Ambiente político general
El movimiento LGBT, en ciernes todavía, hubo de enfrentarse a una oposición organizada en los Estados Unidos. En 1977, unos pocos activistas gais de Miami, gracias a sus buenos contactos, consiguieron que se aprobara una ordenanza que convertía en ilegal la discriminación por orientación sexual en el condado de Miami-Dade. Un grupo bien organizado de cristianos fundamentalistas, encabezados por Anita Bryant, les respondió. Su campaña se denominó Save Our Children («Salven a nuestros niños»); Bryant afirmaba que la ordenanza infringía su derecho a enseñar a sus hijos la moralidad bíblica. Bryant y la campaña reunieron 64 000 firmas para realizar un referéndum en el condado. Con fondos reunidos en parte por la Comisión de Críticos de Florida —de la que ella era portavoz— produjeron comerciales para la televisión local que mostraban el «sano entretenimiento» ofrecido por el desfile de la Orange Bowl, cuya anfitriona era Bryant, en contraste con la alta sexualidad presente en la Marcha del orgullo LGBT de San Francisco, que incluía hombres con arneses de cueros besándose entre sí, drag queens bailando y mujeres en topless. El locutor del comercial afirmaba que el condado de Dade se convertiría en un «semillero de homosexualidad» donde «los hombres [...] retozan con niños pequeños».
Jim Foster, por aquel entonces el organizador político más poderoso de San Francisco, fue a Miami para ayudar a los activistas gais según se iba acercando el día de las elecciones y se organizaba un boicot nacional. El mensaje de la campaña de Save Our Children tuvo su influencia y el resultado fue una aplastante derrota para los activistas gais. Con la mayor participación en unas elecciones especiales en la historia del condado de Dade, el 70 % votaron a favor de retirar la ordenanza.

#### «Solo política»
Los conservadores cristianos se animaron por la victoria y vieron oportunidad para una nueva y efectiva causa política. Por su parte, los activistas gais estaban asombrados del poco apoyo recibido. Una manifestación improvisada de más de 3000 residentes de Castro se realizó la noche del referéndum del condado de Dade. Gais y lesbianas se mostraron a la vez furiosos, cantando: «¡Fuera de los bares y a la calle!», y eufóricos por su potente y apasionada respuesta. El San Francisco Examiner informó de que miembros de la multitud sacaban a otros de bares a lo largo de las calles Castro y Polk, animados por vítores «ensordecedores». Milk lideró esa noche a los manifestantes en una marcha de ocho kilómetros por la ciudad, moviéndose constantemente, consciente de que si se detenían demasiado tiempo podrían generarse disturbios. Declaró: «Este es el poder de la comunidad gay. Anita va a crear una fuerza nacional gay». Sin embargo, los activistas tuvieron poco tiempo para recuperarse cuando el escenario se repitió con ordenanzas rechazadas en Saint Paul (Minnesota), Wichita (Kansas) y Eugene (Oregón), durante 1977 y principios de 1978.
El senador por el estado de California, John Briggs, vio a su vez una oportunidad en la campaña de los cristianos fundamentalistas. Esperaba ser elegido gobernador de California en 1978 y estaba impresionado por la participación de votantes que había visto en Miami. Cuando Briggs volvió a Sacramento, escribió una ley que prohibiría a los gais y lesbianas enseñar en las escuelas públicas de California. Briggs afirmaba en privado que no tenía nada en contra de los gais; comentó al periodista Randy Shilts: «Es política. Solo política». Entretanto, los ataques sobre residentes gais habían aumentado en el distrito de Castro. Cuando la respuesta policial se consideró inadecuada, grupos de homosexuales patrullaron por sí mismos el vecindario en alerta por si llegaban atacantes. El 21 de junio de 1977, un homosexual llamado Robert Hillsborough murió de 15 heridas de puñal mientras sus atacantes le rodeaban y cantaban «¡maricón!» Tanto el alcalde Moscone como la madre de Hillsborough acusaron a Anita Bryant y a John Briggs. Una semana antes del incidente, Briggs había sostenido una conferencia de prensa en el ayuntamiento de San Francisco donde llamó a la ciudad un «montón de basura sexual» por culpa de los homosexuales. Semanas después, 250 000 personas participaron en la Marcha del orgullo gay de San Francisco de 1977, la mayor participación en un evento de este tipo hasta entonces.
En noviembre de 1976, los votantes de San Francisco decidieron reorganizar las elecciones a supervisor, eligiendo supervisores por barrio en vez hacerlo mediante una única votación para toda la ciudad. Harvey Milk rápidamente se convirtió en el candidato principal del distrito n.º 5, que rodeaba la calle Castro.

#### Última campaña
La campaña opositora de Anita Bryant y las muchas derrotas de derechos de los gais en ordenanzas a lo largo y ancho de los Estados Unidos, impulsaron a los políticos homosexuales de San Francisco. Diecisiete candidatos del distrito de Castro se presentaron al puesto de supervisor; más de la mitad eran gais. The New York Times realizó un reportaje espectacular sobre la auténtica invasión de San Francisco por gais, estimando que la población homosexual de la ciudad oscilaba entre las 100 000 y 200 000 personas de un total de 750 000 habitantes. Por otra parte, la Castro Village Association había crecido hasta las 90 tiendas, mientras que el banco local, antiguamente la sucursal más pequeña de la ciudad, se convirtió en la más grande y tuvo que construir una nueva ala para acomodar a sus clientes. El biógrafo de Milk, Randy Shilts, señaló que «fuerzas históricas más amplias» estaban impulsando su campaña.
El adversario de Milk más exitoso era el silencioso y pensativo abogado Rick Stokes, quien tenía el apoyo del Alice B. Toklas Memorial Democratic Club. Stokes había dado a conocer abiertamente su homosexualidad mucho antes de que lo hiciese Milk y había sufrido un trato mucho peor, siendo hospitalizado en una ocasión y forzado a sufrir terapia por electroshock. Milk, sin embargo, era más expresivo sobre el papel de los gais y los asuntos que le concernían dentro de la política de San Francisco. Stokes fue citado diciendo: «Yo solo soy un hombre de negocios que casualmente es gay» y expresando su parecer de que cualquier persona normal también podía ser homosexual. La filosofía populista y divergente de Milk fue expuesta en el New York Times:

«No queremos liberales comprensivos, queremos gays que representen a gays [...] yo represento a la gente gay de la calle —al chico de 14 años que se fugó de San Antonio—. Debemos compensar los cientos de años de persecución. Debemos dar esperanza a ese pobre niño escapado de San Antonio. Van a los bares porque las iglesias son hostiles. ¡Necesitan esperanza! ¡Necesitan un trozo de la tarta!»
Harvey Milk

Otras causas también eran importantes para Milk: apoyó la creación de instalaciones más grandes y más económicas para el cuidado de los niños, el transporte público gratuito y el desarrollo de un consejo de ciudadanos para vigilar a la policía. Trataba asuntos importantes para el barrio siempre que podía. Milk empleó las mismas tácticas frenéticas que en las anteriores ocasiones: anuncios humanos, horas de estrechamiento de manos y docenas de discursos llamando a los gay a que tuviesen esperanza. En esta ocasión, incluso el San Francisco Chronicle lo apoyó para el puesto de supervisor. Ganó por un margen de 30 % sobre los otros dieciséis candidatos y, después de que su victoria fue evidente, llegó a la calle Castro sentado en la parte trasera de la moto de su directora de campaña —y escoltado por el sheriff Richard Hongisto—, lo que un periódico describió como una «tumultuosa y emocionante bienvenida».
Milk tenía desde hacía poco un nuevo amante, un joven llamado Jack Lira, que se emborrachaba frecuentemente en público y que por la misma razón a menudo debía ser escoltado fuera de los eventos políticos por los ayudantes de Milk. Desde su campaña para la Asamblea Estatal de California, Milk había estado recibiendo amenazas de muerte cada vez más violentas. Preocupado porque su creciente popularidad lo hiciera blanco de un asesinato, grabó en una cinta el nombre de quién quería le sucediese en ese caso, agregando: «Si una bala atraviesa mi cerebro, dejen que esa bala destruya las puertas de todos los armarios».

### Supervisor
La toma de posesión de Milk provocó titulares a nivel nacional, ya que se convertía en el primer hombre abiertamente gay en llegar a un cargo público por elección en los Estados Unidos, comparándosele con el pionero jugador negro de béisbol Jackie Robinson. Milk caminó hacia el ayuntamiento del brazo de Jack Lira, afirmando: «Puedes quedarte ahí y tirar piedras al «Atuntamiento» o puedes conquistarlo. Bien, aquí estamos». El distrito de Castro no era el único barrio que había llevado a alguien nuevo a la política de la ciudad. Una madre soltera, Carol Ruth Silver; un americano de origen chino, Gordon Lau; y una mujer negra, Ella Hill Hutch, fueron todos novedades para la ciudad y ocuparon sus puestos junto con Dan White, un antiguo bombero y oficial de la policía que habló de lo orgullosa que estaba su abuela de poder verle jurar su cargo.

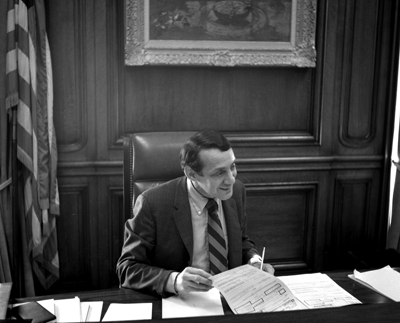
Milk se convirtió en la mano derecha del alcalde George Moscone en la Junta de Supervisores de San Francisco. En 1978 lo sustituyó durante un día mientras el alcalde estaba de vacaciones.

La energía de Milk, su gusto por hacer bromas y su imprevisibilidad exasperaban a veces a la presidenta de la Junta de Supervisores, Dianne Feinstein. En su primer encuentro con el alcalde Moscone, Milk se refirió a sí mismo como la «reina número uno» y le aseguró que si quería los votos de los gais de la ciudad —un cuarto de la población con derecho a voto en San Francisco— debería pasar por Milk y no por el Alice B. Toklas Memorial Democratic Club. Sin embargo, se convirtió en el aliado más cercano de Moscone en la Junta de Supervisores.
Los principales objetivos de la ira de Milk eran las grandes corporaciones y los promotores inmobiliarios. Se puso furioso cuando un aparcamiento fue programado para tomar el lugar de algunas viviendas cerca del centro, e intentó introducir un impuesto sobre los trabajadores que vivían fuera de la ciudad y se desplazaban en coche a trabajar en San Francisco, para que así tuviesen que pagar por los servicios que usaban. Milk estaba a menudo dispuesto a votar en contra de Feinstein y otros miembros más antiguos de la Junta. Inicialmente coincidió con su compañero supervisor Dan White, cuyo distrito estaba a dos millas al sur de Castro, en que una institución para adolescentes con problemas no debería ser ubicada en un antiguo convento. Sin embargo, después de que Milk conociera más sobre la institución decidió cambiar su voto, asegurando entonces que White perdiera una causa que había estado defendiendo durante su campaña. White no lo olvidó. Se opuso a todas las iniciativas y asuntos que Milk apoyaba.
Milk comenzó su ejercicio impulsando una ley de derechos civiles que prohibía la discriminación basada en la orientación sexual. La ordenanza fue denominada como la «más rigurosa y amplia de la nación» y su aprobación demostró «el creciente poder político de los gais», de acuerdo al New York Times. Solo el supervisor White votó en contra; el alcalde Moscone la firmó entusiasmado, con una pluma estilográfica azul claro que Milk le había regalado para la ocasión, convirtiéndola en ley.
El siguiente proyecto de ley en que Milk se concentró fue diseñado para resolver el problema número uno según una encuesta reciente: los excrementos de perros. Al mes de tomar posesión, comenzó a trabajar en una ordenanza municipal que obligaba a los dueños de perros a recoger las heces de sus mascotas. Con el sobrenombre de «pooper scooper law», su aprobación por la Junta de Supervisores fue ampliamente comentada en la televisión y los periódicos de San Francisco. Anne Kronenberg, directora de campaña de Milk, lo llamó «un maestro en descubrir lo que le haría aparecer en los periódicos». Invitó a la prensa al parque Duboce para explicarles por qué la ordenanza era necesaria y, mientras las cámaras estaban grabando, pisó un excremento aparentemente por casualidad. Sin embargo, sus colaboradores sabían que había estado una hora antes en el parque buscando el lugar correcto que pisar cuando llegaran las cámaras. Consiguió el mayor número de correos de fanes de su ejercicio y salió en las noticias nacionales.
Milk y Lira se separaron al poco tiempo, pero Lira lo llamó unas semanas más tarde y le pidió que fuese a su departamento. Cuando Milk llegó, se encontró con que Lira se había suicidado, ahorcándose. Propenso a las depresiones severas, las campañas de Anita Bryant y John Briggs lo habían afectado.

#### La Iniciativa Briggs
John Briggs se vio forzado a abandonar la carrera por el puesto de gobernador de California, pero recibió un entusiasta apoyo por la Proposición 6, también llamada la Iniciativa Briggs. El proyecto de ley convertiría en obligatorio despedir a los maestros gais y a todo empleado público de las escuelas que defendiera los derechos de los homosexuales. Los mensajes de Briggs a favor de la Proposición 6 fueron difundidos en toda California. Milk asistía a todas las actividades organizadas por Briggs y también hizo campaña en contra de la ley en todo el estado. Juró que incluso si Briggs ganaba en California, no ganaría en San Francisco. En sus numerosos debates, que hacia el final se habían aguzado hasta convertirse en una espiral de provocaciones mutuas, Briggs sostenía que los profesores homosexuales querían abusar de los niños y reclutarlos. Milk respondía que las estadísticas recopiladas por la policía mostraban evidencias de que los pedófilos eran principalmente heterosexuales y rechazaba los argumentos de Briggs con chistes de una frase: «Si fuese verdad que los niños imitan a sus profesores, puedes estar seguro de que habría un montón más de monjas por ahí».
La participación en las marchas del orgullo gay de Los Ángeles y San Francisco aumentó considerablemente en el verano de 1978. Se estima que entre 250 000 a 375 000 asistieron a la Marcha del orgullo LGBT de San Francisco; los periódicos afirmaban que estos números eran debidos a John Briggs. Los organizadores pidieron a los participantes que llevaran carteles que indicaran sus lugares de origen, para mostrar a las cámaras la distancia desde la que venía la gente a vivir al distrito de Castro. Milk participó en un coche descapotable que llevaba el cartel «Soy de Woodmere, N.Y». Leyó una versión del llamado Hope Speech («Discurso de la esperanza»), que se convertiría en su discurso más famoso y que según el San Francisco Examiner «encendió a la multitud»:

En este aniversario de Stonewall, pido a mis hermanos y hermanas gays un compromiso para luchar. Por ellos mismos, por su libertad, por su país [...] No conseguiremos nuestros derechos quedándonos callados en nuestros armarios [...] Saldremos del armario para luchar contra las mentiras, los mitos, las distorsiones. Salimos para decir la verdad sobre los gays, porque estoy cansado de la conspiración del silencio, así que voy a hablar sobre ello. Y quiero que tú hables sobre ello. Tienes que salir del armario. Díselo a tus padres, a tu familia.
Harvey Milk (1978)

A pesar de perder varias batallas por los derechos de los gais a lo largo de los Estados Unidos ese año, Milk permanecía optimista, diciendo: «Incluso si los gais pierden estas iniciativas, la gente está aún empezando a aprender. Debido a Anita Bryant y al condado de Dade, todo el país ha aprendido sobre la homosexualidad en mayor medida que nunca antes. El primer paso es siempre la hostilidad y luego puedes sentarte y hablar sobre ello».
Citando la posible violación de los derechos individuales, el antiguo gobernador de California Ronald Reagan se opuso a la proposición, al igual que el gobernador Jerry Brown y el presidente Jimmy Carter después de un discurso en Sacramento. La proposición perdió por más de un millón de votos, asombrando a los activistas gais en la noche de la elección. En San Francisco, el 75% votó en contra.

### Lunes negro
El 10 de noviembre de 1978, diez meses después de tomar posesión del cargo, el supervisor Dan White dimitió de su puesto en el gobierno de San Francisco, afirmando que su salario anual de 9600 dólares no era suficiente para mantener a su familia. Milk también había notado el pellizco de la disminución de ingresos, cuando Scott Smith y él se vieron forzados a cerrar Castro Camera un mes antes. A los pocos días, White solicitó de nuevo su puesto y el alcalde Moscone inicialmente aceptó. Sin embargo, tras estudiarlo con detenimiento —y con la intervención de otros supervisores— se convenció de que había que nombrar a alguien más en la línea de la diversidad étnica del distrito de White y las tendencias liberales de la Junta de Supervisores. El 18 de noviembre estalló la noticia del asesinato del representante de California, Leo Ryan, que se encontraba en Jonestown (Guyana) para inspeccionar una remota comunidad construida por los miembros del Templo del Pueblo, quienes se habían trasladado allí desde San Francisco. Al día siguiente llegó la noticia del suicidio colectivo de los miembros del Templo del Pueblo. El horror fue en aumento cuando se supo que más de cuatrocientos residentes de Jonestown estaban muertos. Dan White comentó a dos ayudantes que estaban trabajando para su reincorporación: «¿Lo han visto? Un día estoy en primera plana y al siguiente he desaparecido». Poco después el número de muertos en Guyana alcanzó los 900.
Moscone había planeado anunciar el sustituto de White unos días después, el 27 de noviembre de 1978. Media hora antes de la conferencia de prensa, Dan White entró en el ayuntamiento por una ventana a nivel de la calle, para evitar el detector de metales, y se dirigió a la oficina del alcalde Moscone. Testigos oyeron gritos entre White y Moscone y luego disparos. White disparó al alcalde una vez en el brazo y luego tres veces en la cabeza, después de que Moscone hubiera caído al suelo. White rápidamente caminó hasta su antigua oficina, recargando su revólver de fabricación exclusiva para policías con balas de punta hueca en el camino; interceptó a Harvey Milk y le pidió que entrase un momento. Dianne Feinstein oyó los disparos y llamó a la policía. Encontró a Milk tirado boca abajo en el suelo, con cinco disparos, incluyendo dos en la cabeza a corta distancia. Feinstein temblaba con tal violencia que necesitó apoyarse en el jefe de la policía tras identificar ambos cadáveres. Fue ella quien lo anunció a la prensa: «Hoy San Francisco ha sufrido una doble tragedia de inmensas proporciones [...] Es mi deber informarles que han disparado al alcalde Moscone y al supervisor Milk, y han sido asesinados», y añadió tras ser interrumpida por gritos de incredulidad, «y el sospechoso es el supervisor Dan White». Milk tenía 48 años, Moscone 49.
En menos de una hora, White llamó a su esposa desde un restaurante cercano; se reunieron en una iglesia y ella lo acompañó a entregarse a la policía. Muchos de los residentes dejaron flores en las escaleras del ayuntamiento. Esa noche, una multitud se reunió de forma espontánea en la calle Castro y se desplazó hacia el ayuntamiento en una procesión de velas. Su número se estimó entre las 25 000 y 40 000 personas, ocupando el ancho de la calle Market y una longitud de 24 kilómetros desde la calle Castro. Al día siguiente, los cuerpos de Moscone y Milk fueron llevados a la rotonda
del ayuntamiento, donde se les dio el último adiós. Seis mil personas asistieron a la misa ofrecida para el alcalde Moscone en la Catedral de St. Mary. Para Milk se realizaron dos ceremonias: una pequeña en el templo Emmanu-El y otra estrepitosa en el Ópera House.

#### «Una ciudad en agonía»
El alcalde Moscone había aumentado la seguridad en el ayuntamiento poco antes, como consecuencia de los suicidios de Jonestown. Después de que los supervivientes de Guyana relataran los ejercicios de preparación para el suicidio, llamados por Jones White Nights («Noches blancas»), varios rumores sobre el asesinato de Moscone y Milk se propagaron por la coincidencia del apellido de Dan White con el nombre dado a los preparativos. Un asombrado fiscal del distrito se refirió a los asesinatos, tan cercanos a las noticias de Jonestown, como «incomprensibles», pero negó cualquier relación. El gobernador Jerry Brown ordenó colocar las banderas a media asta y llamó a Milk un «supervisor trabajador y dedicado, un líder de la comunidad gay de San Francisco, que cumplió la promesa de representar a todos sus constituyentes». El presidente Jimmy Carter expresó su conmoción por ambos asesinatos y envió sus condolencias. El portavoz de la asamblea de California, Leo McCarthy, la calificó como «una tragedia demente». «Una ciudad en agonía» daba como titular el San Francisco Examiner el día después de los crímenes; dentro del periódico los artículos sobre los asesinatos, bajo el titular «Lunes negro», fueron publicados junto a las últimas noticias de los cuerpos que estaban siendo devueltos a casa desde Guyana. Un editorial describía a San Francisco como «una ciudad con más tristeza y desesperación en su corazón de lo que cualquier ciudad debiera soportar» y seguía preguntándose cómo podían ocurrir tales tragedias, particularmente a «hombres de tal calidez humana, visión y grandes energías». Un análisis de los meses que siguieron a los asesinatos consideraron 1978 y 1979 como «los años emocionalmente más devastadores en la fabulosamente movida historia de San Francisco».
| «Sobre la placa que cubre las cenizas de Milk se puede leer: La tienda de fotos y sede central de la campaña de Milk en el número 575 de la calle Castro y su apartamento en el piso de arriba eran centros de activismo comunitario para una amplia gama de asuntos de derechos humanos, de medio ambiente, laborales y del vecindario. El duro trabajo de Harvey Milk y sus logros a favor de todos los habitantes de San Francisco le ganaron un gran respeto y apoyo. Su vida fue una inspiración a todas las personas comprometidas con la igualdad de oportunidades y el fin de la intolerancia». — Placa en memoria de Harvey Milk |

Dan White fue acusado de dos homicidios y detenido sin fianza, con posibilidad de ser castigado con la pena de muerte debido a que se había aprobado recientemente una proposición que permitía la pena de muerte o cadena perpetua a los asesinos de funcionarios públicos. White, de 32 años y que había estado en el ejército durante la Guerra de Vietnam, había defendido una rígida plataforma anticrimen en su distrito. Sus colegas hablaban de él como un muchacho típicamente estadounidense de alto rendimiento, un all-American boy. Recibiría la semana siguiente un premio por haber rescatado una mujer y un niño de un edificio de diecisiete plantas en llamas cuando era bombero en 1977. A pesar de que fue el único supervisor que votó en contra de la ordenanza por los derechos de gais, se le citó diciendo: «Respeto los derechos de todas las personas, incluyendo a los gays». Milk y White se llevaban bien al principio. Uno de los ayudantes políticos de White —que era gay— recuerda que «Dan tenía más en común con Harvey de lo que tenía con cualquier otro en la Junta».
White votó a favor del centro para gais mayores y de honrar el 25 aniversario de Phyllis Lyon y Del Martin y su trabajo pionero. Sin embargo, tras la votación a favor de la institución para la salud mental en su distrito, se negó a hablar con Milk y solo se comunicaba a través de uno de los ayudantes de este. Otros de sus conocidos lo recuerdan como muy apasionado. «Era impulsivo [...] Era extremadamente competitivo, de forma obsesiva [...] Creo que no podía aceptar la derrota», comentó el asistente del jefe de bomberos a los periodistas. Su primer director de campaña lo abandonó a mitad de la misma y dijo a los periodistas que White era un egoísta y que estaba claro que era homófobo, a pesar de negarlo frente a la prensa. Los compañeros y partidarios de White lo describían como «un hombre con un temperamento pugilístico y una impresionante capacidad para alimentar el rencor». El ayudante que realizaba la comunicación entre él y Milk recordaba: «Hablándole, me di cuenta de que veía a Harvey Milk y George Moscone como representantes de todo aquello que estaba mal en el mundo».
Cuando los amigos de Milk fueron a buscar un traje para el sepelio en su armario, se dieron cuenta de cuanto le había afectado la disminución de ingresos como supervisor. Toda su ropa estaba cayéndose a trozos; todos sus calcetines tenían agujeros. Milk fue incinerado y sus cenizas fueron esparcidas, la mayoría en la bahía de San Francisco, por sus más íntimos amigos. Algunas porciones fueron encapsuladas y enterradas bajo la acera delante del número 575 de la calle Castro, donde había estado Castro Camera. Harry Britt, una de las cuatro personas que Milk había nombrado en su cinta como un reemplazo aceptable en caso de ser asesinado, fue elegido por la alcaldesa en funciones, Dianne Feinstein.

#### Juicio
El arresto de Dan White y su juicio causaron sensación e ilustraron las severas tensiones existentes entre la población liberal y la policía local. Los policías de San Francisco eran en su mayoría descendientes de irlandeses de clase trabajadora a los que les disgustaba la creciente cantidad de gais inmigrantes, así como la dirección liberal (progresista, en el sentido estadounidense del término) del gobierno de la ciudad. Después de que White se entregase y confesase, estuvo sentado en su celda, mientras sus antiguos colegas contaban chistes sobre Harvey Milk; algunos policías llevaban en público camisetas con «Liberen a Dan White» el día después de los asesinatos. Un policía de San Francisco comentó más tarde: «Cuanto más observaba lo que estaba pasando en la cárcel, menos veía lo que hizo Dan White como el acto de un individuo y comenzaba a verlo como un acto político en un movimiento político». White no mostró ningún remordimiento por sus acciones y solo exhibió vulnerabilidad durante una llamada de ocho minutos a su madre desde la cárcel.
El jurado elegido para el juicio de White eran personas blancas de clase media de San Francisco, en su mayoría católicos; los gais y las minorías étnicas no fueron tomados en cuenta. El jurado tenía claras simpatías por el acusado; algunos de los miembros lloraron cuando oyeron la grabación de la confesión llorosa de White, al final de la cual el interrogador le da las gracias por su sinceridad. El abogado defensor de White, Doug Schmidt, argumentó que este no era responsable por sus acciones, empleando la defensa conocida como responsabilidad disminuida: «La buena gente, la gente de bien, con antecedentes limpios, simplemente no mata a personas a sangre fría». Schmidt intentó probar que el estado mental angustiado de White era resultado de la manipulación de los políticos del ayuntamiento, quienes lo habían decepcionado y frustrado de forma consistente, prometiéndole finalmente devolverle su puesto para negárselo de nuevo. Schmidt argumentó que el estado de deterioro mental fue manifestado y agravado por el atracón de comida basura que White se había dado la noche anterior a los asesinatos, pues era bien conocido que era cuidadoso con la alimentación sana. Los periódicos del área de San Francisco enseguida la denominaron como la «defensa twinkie». White fue declarado inocente de los asesinatos el 21 de mayo de 1979, pero culpable de homicidio sin premeditación de las dos víctimas y sentenciado a siete años y dos tercios. Con la sentencia reducida por buena conducta y abono de la prisión preventiva, sería liberado a los cinco años. Lloró cuando oyó el veredicto.

#### White Night Riots

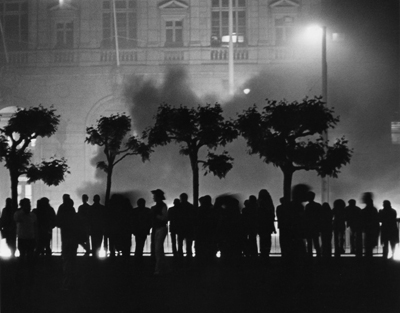
Manifestantes en frente del ayuntamiento de San Francisco, el 21 de mayo de 1979, en reacción por el veredicto de homicidio sin premeditación para Dan White.

La alcaldesa en funciones Dianne Feinstein, la supervisora Carol Ruth Silver y el sucesor de Milk, Harry Britt, condenaron la decisión del jurado. Cuando se hizo el anuncio a través de la radio de la policía local, alguien cantó «Danny Boy». Una masa de personas se dirigió desde el distrito de Castro hacia el ayuntamiento, cantando «venguen a Harvey Milk» y «se ha salido con la suya a pesar del asesinato». Los disturbios se intensificaron rápidamente cuando los manifestantes comenzaron a lanzar piedras sobre las puertas principales del edificio. Los amigos de Milk y sus ayudantes intentaron parar la destrucción, pero la turba de más de 3000 personas los ignoró e incendió coches de policía. Introdujeron un dispensador de periódicos ardiendo por las puertas rotas del ayuntamiento y luego aplaudieron según iban creciendo las llamas. Uno de los manifestantes respondió a un periodista que le preguntaba por qué estaban destruyendo parte de la ciudad: «Sólo dígale a la gente que comimos demasiados twinkies. Esa es la razón por la que esto está pasando». El jefe de la policía ordenó a sus oficiales no tomar represalias, pero sí mantenerse en sus puestos. Los White Night Riots («disturbios de la noche de White» o «de la noche blanca»), como se han llegado a conocer, duraron varias horas.
Más tarde, esa noche, varios coches de policía llenos de oficiales con armadura antidisturbios llegaron al bar Elephant Walk de la calle Castro. El protegido de Milk, Cleve Jones, y un periodista del San Francisco Chronicle, Warren Hinckle, observaron cuando los policías tomaron por asalto el bar y comenzaron a maltratar a clientes al azar. Tras quince minutos de tumulto, abandonaron el bar y golpearon a los viandantes. El jefe de la policía finalmente ordenó a los oficiales que saliesen del barrio. Por la mañana, 61 policías y 100 manifestantes y residentes gay de Castro habían sido hospitalizados. Los daños al ayuntamiento, coches de policía y el bar Elephant Walk superaron el millón de dólares.
Tras el veredicto, el fiscal del distrito se hubo de enfrentar a una furiosa comunidad gay para explicar lo que había sucedido. El abogado acusador admitió haber sentido pena por White antes del juicio y cometer la negligencia de no preguntar al interrogador quién había grabado la confesión del acusado —que de hecho fue un amigo de infancia de White y entrenador de su equipo de sófbol en la policía—, ni sobre su sesgo y el apoyo que White obtuvo del departamento policial porque, según afirmó, no quería avergonzar al detective delante de su familia en el juzgado. El abogado acusador tampoco preguntó sobre el estado de ánimo de White, la falta de un historial de desequilibrio mental, ni trajo a colación la política municipal para sugerir que la venganza podría haber sido un motivo. La supervisora Carol Ruth Silver testificó en el último día del juicio que White y Milk no estaban en buenos términos. Sin embargo, fue ella quien se puso en contacto con el abogado de acusación e insistió en testificar. Fue el único testimonio que el jurado oyó sobre la tensa relación entre Milk y White. El fiscal del distrito echó la culpa al jurado, cuyos miembros declararon que «se habían visto arrebatados por el aspecto emocional del juicio».

### Repercusiones
Los asesinatos de Milk y Moscone y el juicio de White cambiaron la política en la ciudad de San Francisco y el sistema legal de California. En 1980 San Francisco eliminó las elecciones de supervisores por distritos, temiendo que una Junta de Supervisores dividida a tal punto sería perjudicial para la ciudad y que ello hubiera sido un factor en los asesinatos. Un movimiento de base de los barrios tuvo éxito a mediados de la década de 1990 y la ciudad volvió al sistema de representación por barrios en 2000. Como resultado del juicio de White, los votantes de California cambiaron la ley para reducir la probabilidad de absoluciones de acusados que sabían lo que estaba haciendo, pero afirmaban que su capacidad estaba disminuida. La capacidad disminuida fue abolida como defensa frente a una acusación, pero las cortes permitieron evidencia de ella para tomar decisiones sobre el encarcelamiento, internamiento en un hospital psiquiátrico u otro tipo de castigo para un condenado. La «defensa twinkie» entró en la mitología de Estados Unidos, popularmente descrita como el caso en el que un asesino escapa a la justicia porque se ha dado un atracón de comida basura, simplificando la falta de saber político de White, su relación con George Moscone y Harvey Milk y lo que el columnista del San Francisco Chronicle, Herb Caen, describió como el pandémico «desencanto —y me quedo corto— de los homosexuales» por la policía.
Dan White estuvo en la cárcel poco más de cinco años por el asesinato doble de Moscone y Milk. El 22 de octubre de 1985, un año y medio después de su liberación, fue encontrado muerto dentro de un coche en marcha en el garaje de su exmujer. Tenía 39 años. Su abogado defensor dijo a los periodistas que White estaba abatido por la pérdida de su familia y la situación que había causado, añadiendo: «Era un hombre enfermo».

## Legado

### Política
La carrera política de Milk se centró en hacer que el gobierno fuera más sensible a los individuos, en la liberación gay y en la importancia de los barrios para la ciudad. Al principio de cada campaña, añadía un asunto diferente a su filosofía política. Su campaña de 1973 se centró en el primer punto, ya que como dueño de un pequeño negocio en San Francisco —una ciudad dominada por las grandes corporaciones que habían sido cortejadas por el gobierno municipal— sus intereses fueron ignorados al no estar representados por una gran institución financiera. A pesar de que no escondía el hecho de que era gay, esto no se convirtió en su tema de campaña hasta las elecciones para la Asamblea Estatal de California en 1976, y no fue empleado de forma amplia hasta la carrera por el puesto de supervisor contra Rick Stokes, puesto que era una extensión de sus ideas sobre la libertad individual.
Milk creía firmemente que los barrios promocionaban la unidad y la experiencia de pueblo, y que Castro debía proveer servicios a todos sus residentes. En este orden, se opuso al cierre de la escuela primaria. A pesar de que la mayoría de la gente de Castro no tenía hijos, Milk consideraba que su barrio debía tener el potencial de dar la bienvenida a cualquiera. Asimismo, dijo a sus ayudantes que se concentraran en arreglar los baches de las carreteras y alardeaba de que se habían colocado 50 señales de stop en el Distrito 5. En respuesta a la mayor queja de los residentes de la ciudad sobre vivir en San Francisco —los excrementos de perro—, Milk consideró una prioridad emitir una ordenanza que obligara a los dueños de perros encargarse de las heces de sus mascotas. Randy Shilts comentó: «Se podría afirmar que Harvey era socialista o de muchas otras ideologías, pero, en realidad, la filosofía política de Harvey nunca fue más compleja que el asunto de la mierda de perro: el gobierno debería resolver los problemas básicos de la gente».
La estudiosa Karen Foss atribuyó el impacto de Milk sobre la política de San Francisco al hecho de que fuera distinto a todos los demás que habían tenido un cargo público en la ciudad. Escribió: «Milk resultaba una figura altamente energética y carismática, con un gusto por el teatro y nada que perder [...] Empleando la risa, la trascendencia, dándole la vuelta a los argumentos y su posición de interno/externo del orden establecido, Milk ayudó a crear un clima en el que el diálogo sobre los temas era posible. También proveyó los medios para integrar las voces dispares de sus diversos electores». Milk había sido un orador entusiasta desde que comenzó a hacer campañas en 1973 y sus habilidades como orador continuaron mejorando después de convertirse en supervisor. Su discurso más famoso es conocido como el Hope Speech («Discurso de la esperanza»), que se convirtió en un elemento básico a lo largo de su carrera. Comenzaba con una invitación a la gente joven: «Mi nombre es Harvey Milk y quiero reclutarlos». Una versión del Hope Speech que dio poco antes de su muerte fue considerado por los que lo habían oído a menudo como el mejor y el cierre más efectivo:

Y los jóvenes gays de las Altoonas (Pennsylvania) y Richmond (Minnesota), que están saliendo del armario y oyen a Anita Bryant en la televisión y su historia, lo único que tienen es esperanza. Y tienes que darles esperanza. Esperanza por un mundo mejor, esperanza por un mañana mejor, esperanza por un lugar mejor al que ir si la presión en casa es demasiado grande. Esperanza de que todo irá bien. Sin esperanza, no solo los gays, sino los negros, los ancianos, los disminuidos, los nosotros, todos los nuestros abandonarán. Y si ayudas elegir para el comité central y otros puestos más personas gays, eso da luz verde a todos aquellos que se sienten privados de derechos, una luz verde para seguir adelante. Significa esperanza para una nación que ha abandonado, porque si una persona gay lo hace, las puertas están abiertas para todos.
Harvey Milk

Durante el último año de su vida, Milk recalcó la importancia de que los homosexuales debían ser más visibles para ayudar al fin de la discriminación y la violencia contra ellos. A pesar de que Milk no había dicho a su madre que era homosexual antes de que ella muriera muchos años antes, en su grabación final, en la que predecía su asesinato, instaba a los demás a que lo hiciesen:

No puedo evitar que nadie se enfade, o se enfurezca, o se frustre. Sólo puedo esperar que convertirán esa ira, frustración y furia en algo positivo, de forma que dos, tres, cuatrocientos, quinientos den un paso adelante, de forma que los médicos gays salgan del armario, los abogados gays, los jueces gays, los arquitectos gays [...] Espero que todo profesional gay diga «basta», dé un paso adelante y se lo diga a todo el mundo, lleve un cartel, deje que el mundo lo sepa. Quizás eso ayude.
Harvey Milk

Sin embargo, el asesinato de Milk se ha unido inseparablemente con su eficacia política, en parte porque fue asesinado en el cénit de su popularidad. El historiador Neil Miller escribió: «Ningún líder gay estadounidense contemporáneo ha alcanzado en vida la estatura que Milk consiguió en su muerte». Su legado ha sido ambiguo. Randy Shilts concluye su biografía diciendo que el éxito de Milk, su asesinato y la inevitable injusticia del veredicto sobre White representaban la experiencia de todos los gais. La vida de Milk era «una metáfora de las experiencias homosexuales en Estados Unidos». De acuerdo con Frances FitzGerald, la leyenda de Milk no ha podido mantenerse, ya que nadie parece haber podido tomar su lugar en los años después de su muerte: «Castro lo veía como un mártir, pero entendían su martirio como un fin más que como un principio. Él había muerto y con él gran parte del optimismo, el idealismo y la ambición de Castro al parecer también murieron. Castro no pudo encontrar a nadie más que lo sustituyera en sus afectos y posiblemente no querían a nadie».
En el vigésimo aniversario de la muerte de Milk, el historiador John D'Emilio dijo: «El legado por el que creo que quería que lo recordásemos es la imperativa de vivir su propia vida en todo momento con integridad». Por su carrera política tan corta, Cleve Jones atribuye más a su asesinato que a su vida: «Su asesinato y la respuesta a éste, han convertido en permanente e incuestionable la plena participación de gais y lesbianas en el proceso político».

### Homenajes

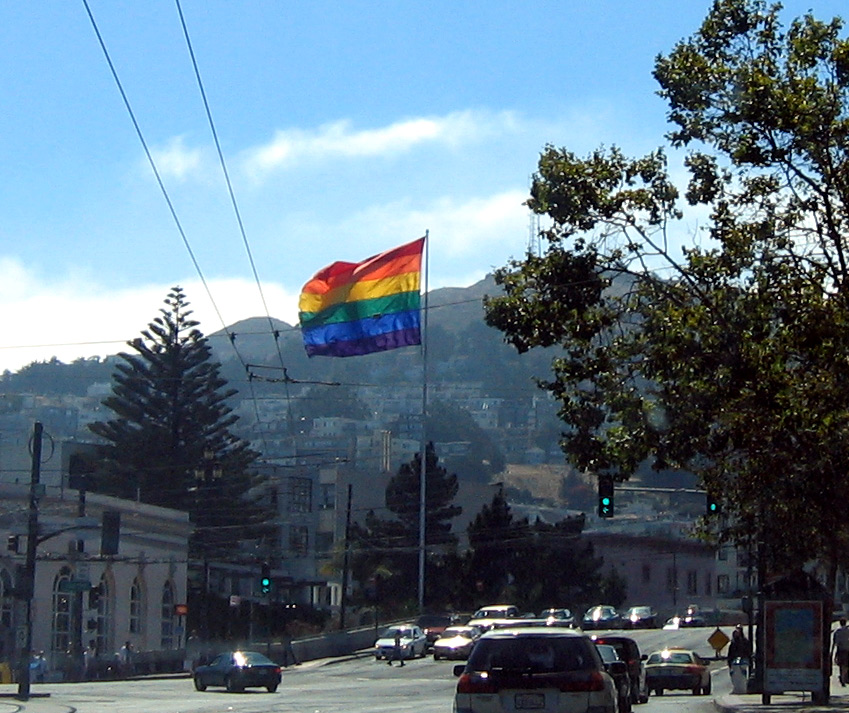
Bandera gay ondeando en la plaza Harvey Milk en el barrio de Castro.

La ciudad de San Francisco ha homenajeado a Milk dando su nombre a diversos lugares. En el lugar en el que se cruzan las calles Market y Castro en San Francisco, ondea una enorme bandera gay, situada en la plaza Harvey Milk. El San Francisco Gay Democratic Club cambió su nombre por el de Harvey Milk Memorial Gay Democratic Club en 1978 y hacen alarde de ser la mayor organización demócrata de San Francisco. En la ciudad de Nueva York, la Harvey Milk High School tiene un programa escolar para jóvenes en riesgo que se centra en las necesidades de estudiantes gais, lesbianas, bisexuales y transexuales. Comenzó a funcionar bajo los auspicios del Hetrick-Martin Institute con solo dos aulas en 1984, pero se ha expandido considerablemente desde entonces.
El periodista independiente Randy Shilts completó una biografía de Milk en 1982 ─su primer libro─, titulada The Mayor of Castro Street («El alcalde de la calle Castro»). Shilts escribió el libro mientras no encontraba trabajo estable por ser una periodista abiertamente gay. Un documental, con el título The Times of Harvey Milk, fue filmado tomando como base el libro en 1984, y ganó el Oscar al mejor documental largo al año siguiente. El director Rob Epstein comentó más tarde por qué eligió la vida de Milk como tema: «En esa época, para aquellos de nosotros que vivíamos en San Francisco, se sintió como si la vida estuviera cambiando, que todos los ojos del mundo nos miraban, pero de hecho, la mayoría del mundo fuera de San Francisco no tenían ni idea. Realmente no fue más que una breve, provincial y localizada corriente de acontecimientos en la historia, que el alcalde y un supervisor fuesen asesinados en San Francisco. No hubo mucha reverberación».
Una producción musical titulada The Harvey Milk Show se estrenó en 1991. Harvey Milk, una ópera escrita por Stewart Wallace que «mitologiza a Milk como un símbolo del nacimiento del movimiento gay moderno», se presentó por primera vez en 1996. El 28 de octubre de 2008 se estrenó en Estados Unidos la película Milk, una biopic que cuenta los últimos ocho años de la vida del político y activista gay. La función de estreno tuvo lugar en el Castro Theater. Bajo la dirección de Gus Van Sant, con Sean Penn en el papel de Harvey Milk y Josh Brolin como Dan White, se rodó durante ocho semanas íntegramente en San Francisco, empleando a menudo extras que habían estado en el lugar de los hechos. Obtuvo el Óscar al mejor guion original y el Óscar al mejor actor ─por la interpretación de Sean Penn─ y fue nominada a mejor película.
Milk fue incluido en los «100 héroes e íconos del siglo XX» de Time como «un símbolo de lo que pueden conseguir los gays y los peligros a los que se enfrentan por hacerlo». A pesar de sus travesuras y sus ardides publicitarios «nadie entendía cómo su actuación pública podía afectar las vidas privadas mejor que el mismo Milk [...] sabía que la raíz de la situación de los gays era su invisibilidad». The Advocate listó a Milk en la posición tres entre sus «40 héroes» del siglo XX, citando a Dianne Feinstein: «Su homosexualidad le daba una comprensión de las cicatrices que llevan todas las personas oprimidas. Creía que ningún sacrificio era demasiado grande por la causa de los derechos humanos». Harry Britt resumió el impacto de Milk la tarde en que fue asesinado en 1978: «No importa lo que el mundo nos haya enseñado sobre nosotros mismos, podemos ser hermosos y podemos arreglar nuestra vida [...] Harvey era un profeta [...] vivió por una visión [...] Algo muy especial pasará en esta ciudad y llevará el nombre de Harvey Milk puesto.

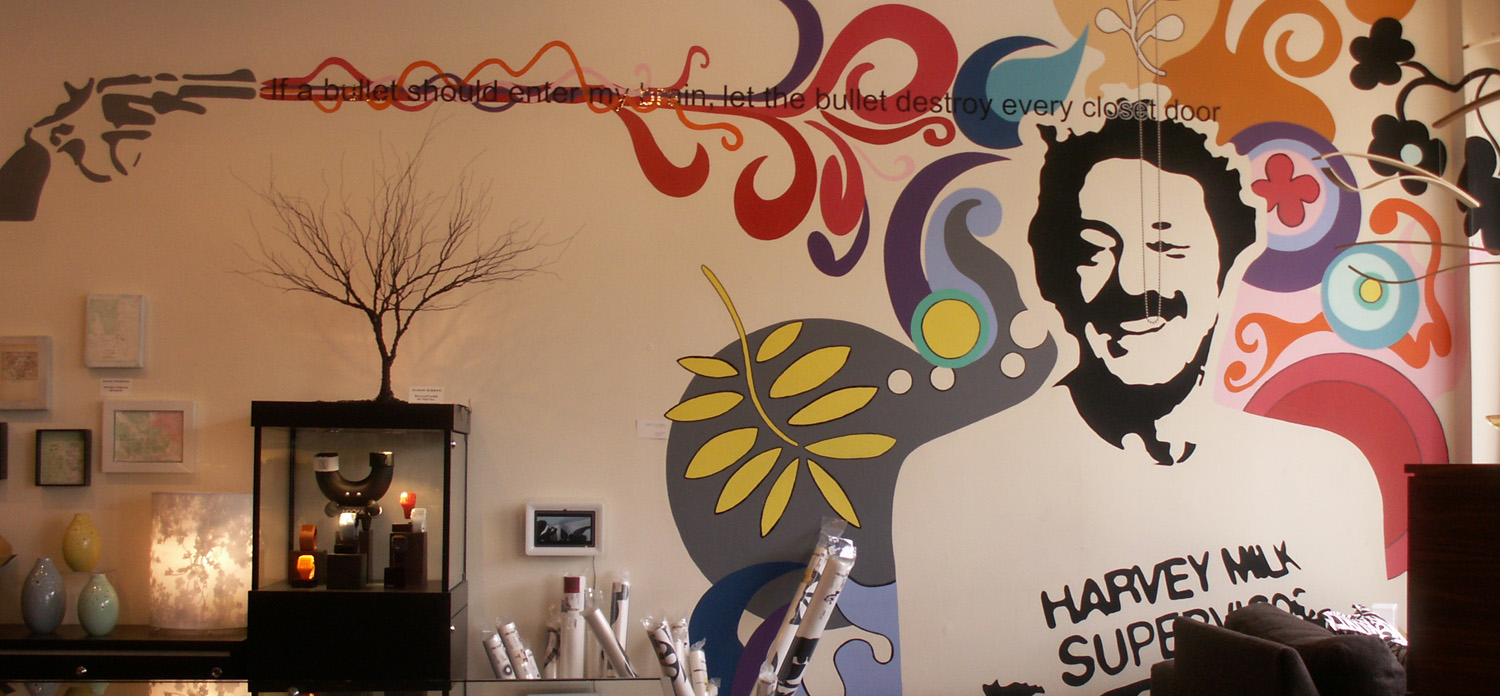
Mural de John Baden mostrando a Harvey Milk en el número 575 de la calle Castro, el antiguo local de Castro Camera. Desde la pistola a la izquierda se puede leer una cita de Milk: «Si una bala atraviesa mi cerebro, dejen que esa bala destruya las puertas de todos los armarios».

El presidente de los Estados Unidos, Barack H. Obama, otorgó, a título póstumo, a Harvey Milk la Medalla Presidencial de la Libertad, el máximo honor civil en este país, el 12 de agosto de 2009, por su contribución al movimiento de los derechos civiles de los homosexuales, afirmando que "luchó contra la discriminación con un coraje y una convicción visionarios". El sobrino de Milk, Stuart Milk, aceptó el premio en nombre de su tío. El 25 de agosto de 2009, el gobernador Arnold Schwarzenegger y Maria Shriver anunciaron que Milk sería una de las trece nuevas admisiones en el Salón de la Fama de California, en la exhibición permanente del Museo de California. La admisión tuvo lugar el 1 de diciembre de 2009, en Sacramento. El 12 de octubre de 2009, el gobernador Schwarzenegger aprobó la designación del 22 de mayo como el "Día de Harvey Milk", tras diversos intentos previos del congresista Mark Leno para conseguirlo.